# Couzon-au-Mont-d'Or
Couzon-au-Mont-d'Or es una comuna francesa situada en la metrópoli de Lyon, de la región de Auvernia-Ródano-Alpes.
Forma parte de la unidad urbana de Lyon.

## Geografía
Couzon-au-Mont-d'Or está situada en norte de Lyon, a la orilla derecha del río Saona.

## Demografía
| 1 124 | 905 | 1 044 | 1 000 | 1 089 | 1 168 | 1 209 | 1 297 | 1 233 | 1 143 | 1 260 | 1 268 | 1 188 | 1 173 | 1 138 | 1 125 | 965 | 980 | 939 | 995 | 990 | 962 | 1 093 | 1 308 | 1 331 | 1 293 | 1 540 | 1 810 | 1 928 | 2 434 | 2 421 | 2 564 | 2 609 | 2 564 | 2 574 | 2 603 | 2 472 |
| Para los censos de 1962 a 1999 la población legal corresponde a la población sin duplicidades (Fuente: INSEE [Consultar]) |     |       |       |       |       |       |       |       |       |       |       |       |       |       |       |     |     |     |     |     |     |       |       |       |       |       |       |       |       |       |       |       |       |       |       |       |